# Anobrium punctatum
Anobrium punctatum är en skalbaggsart som beskrevs av Maria Helena M. Galileo och Martins 2002. Anobrium punctatum ingår i släktet Anobrium och familjen långhorningar. Inga underarter finns listade i Catalogue of Life.